# Sawica (województwo warmińsko-mazurskie)
 Sawica – osada w Polsce położona w województwie warmińsko-mazurskim, w powiecie szczycieńskim, w gminie Szczytno.
Osada przy drodze krajowej 58, na przesmyku (szerokość przesmyku ok. 600 m.) pomiędzy jeziorami Sawica i  Natać. Do Szczytna w kierunku na wschód drogą krajową  ok. 5 km.
W latach 1975–1998 miejscowość administracyjnie należała do województwa olsztyńskiego.